# Chiesa della Purificazione di Maria Vergine (Traversetolo)
La chiesa della Purificazione di Maria Vergine  è un luogo di culto cattolico dalle forme neoclassiche, situato in via della Chiesa a Bannone, frazione di Traversetolo, in provincia e diocesi di Parma; è sede di una parrocchia compresa nella zona pastorale della Pedemontana.

## Storia
Il luogo di culto romanico originario fu costruito probabilmente intorno alla metà dell'XI secolo dai monaci dell'abbazia di Linari; l'edificio sorse isolato rispetto ai due centri di Gavazzolo e Banone Saldinis, all'epoca distinti, in quanto fu collocato lungo la cosiddetta via di Linari, che collegava il monastero di San Bartolomeo di Linari con la città di Parma, in prossimità del suo incrocio con la strada diretta all'abbazia di Vallombrosa.
Il più antico documento a testimonianza dell'esistenza della chiesa, indicata come priorato benedettino di Santa Maria Candelaria, risale tuttavia soltanto al 1207. Nel 1230 l'Ecclesie de Banono de Saldinis fu citata nel Capitulum seu Rotulus Decimarum della diocesi di Parma tra le dipendenze dell'abbazia di San Bartolomeo, pur trovandosi all'interno del territorio amministrato dalla pieve di Traversetolo; Bannone risultava invece feudo vescovile almeno dal XII secolo.
L'abbazia di Linari cadde in declino nel XIV secolo, tanto da essere abbandonata nel secolo seguente; di conseguenza la chiesa di Bannone, che comunque mantenne il priorato, verso il 1354 fu a tutti gli effetti assoggettata alla pieve traversetolese di San Martino.
Il borgo di Gavazzolo era anch'esso originariamente dotato di cappella, che tuttavia probabilmente crollò nel XVI secolo; a testimonianza di ciò, a partire dal 1564 la chiesa della Purificazione di Maria Vergine fu a lungo indicata come priorato di Bannone con Gavazzolo.
Il luogo di culto medievale, dotato di tre altari, sopravvisse fino al 1691, quando ne fu decisa la completa ricostruzione; l'edificio fu abbattuto e a partire dal 1705 fu avviato il cantiere del nuovo tempio; nel 1717 fu inoltre sostituito l'altare maggiore barocco, mentre nel 1754 furono eseguiti alcuni lavori nel sottotetto della zona absidale; negli stessi anni furono anche decorati gli interni.
Nel 1787 fu innalzata la nuova facciata neoclassica, conservando dell'antico tempio romanico soltanto una lunetta che fu ricollocata sul portale d'ingresso laterale.
Nel 1910 fu ristrutturato il campanile, mentre nel 1952 furono interessati da lavori gli interni, che furono decorati; nel 1965 l'intero edificio fu sottoposto a interventi di restauro.
Il 23 dicembre 2008 una forte scossa sismica causò vari danni alla chiesa; negli anni seguenti furono eseguiti i lavori di consolidamento strutturale, mentre il restauro degli interni fu completato nel 2014.

## Descrizione

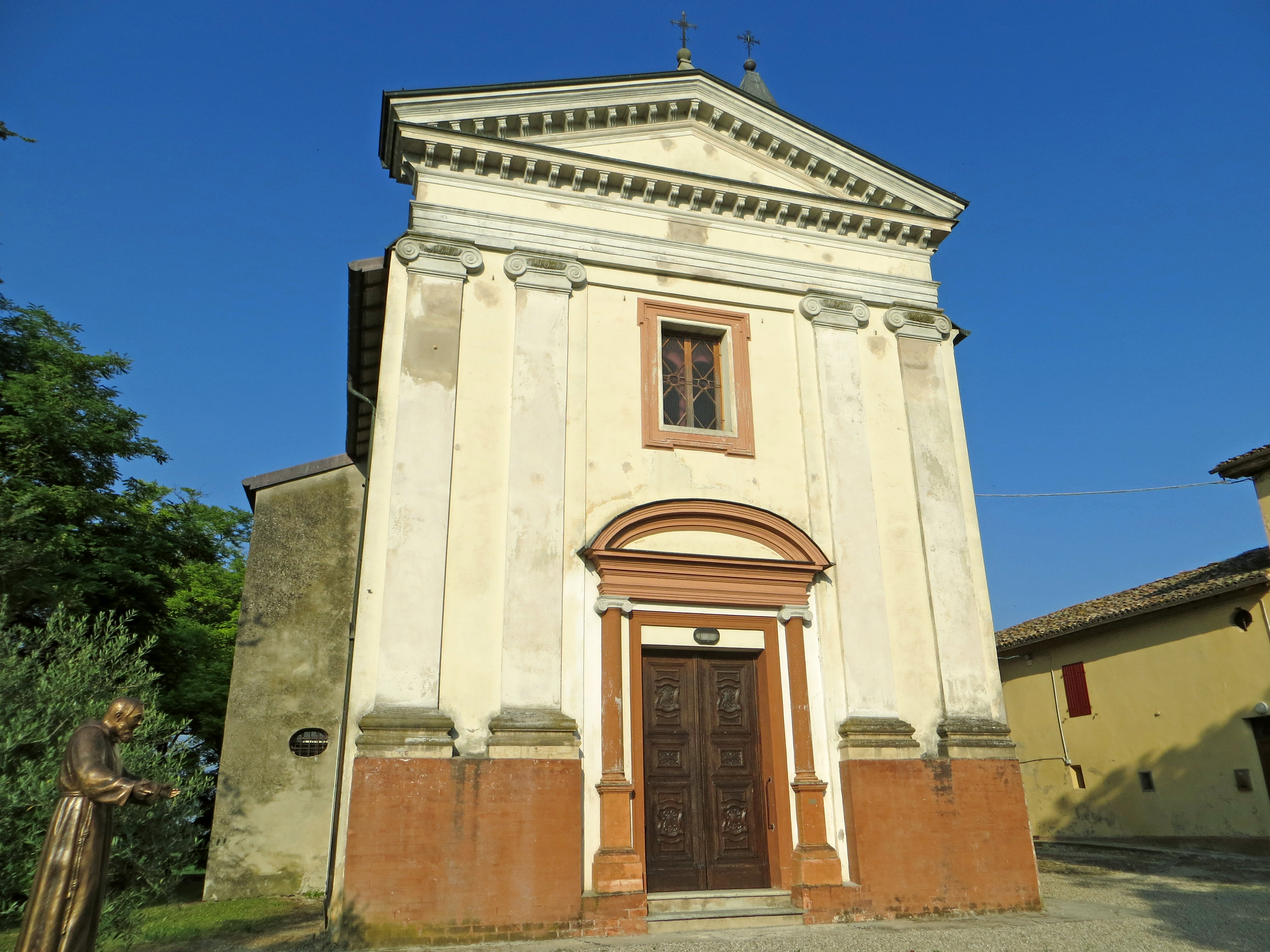
Facciata

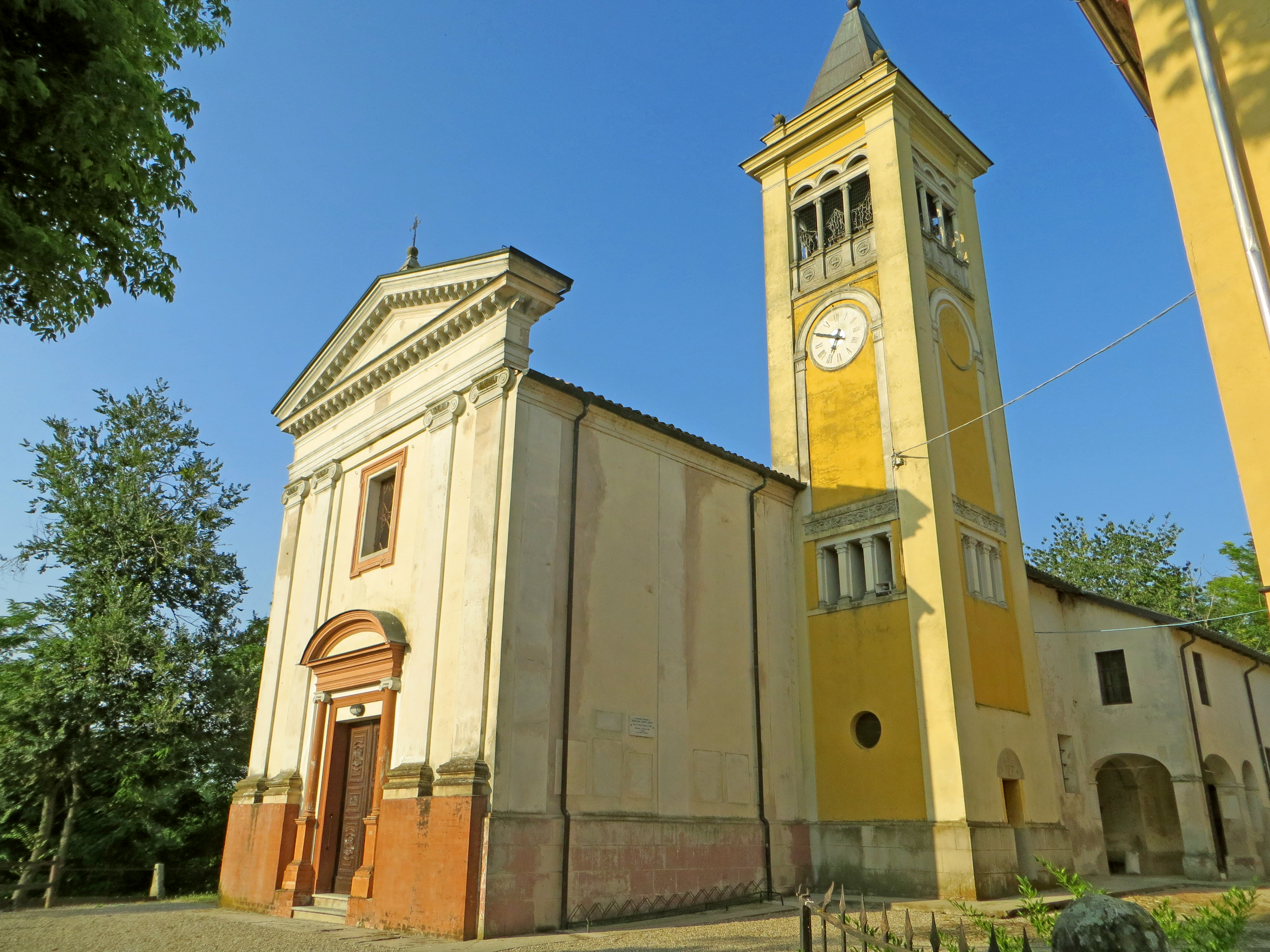
Facciata e lato sud

La chiesa si sviluppa su un impianto a navata unica affiancata da una cappella su ogni lato, con ingresso a ovest e presbiterio a est.
La simmetrica facciata a capanna, quasi interamente intonacata, è scandita verticalmente da quattro lesene d'ordine gigante, che, coronate da capitelli ionici, si innalzano su un alto basamento in laterizio; al centro è collocato il portale d'ingresso principale, delimitato da due semicolonne ioniche che sostengono il frontone circolare di coronamento; più in alto si apre nel mezzo una grande finestra rettangolare, inquadrata da cornice, mentre in sommità si staglia l'ampio timpano, con cornice dentellata in rilievo.
Dal fianco destro aggetta il campanile, alla cui base è posizionato il portale d'accesso laterale, sormontato da una lunetta in pietra decorata con un altorilievo raffigurante una croce greca, unica testimonianza dell'edificio romanico originario. La torre, interamente intonacata, è arricchita a metà altezza sulle fronti ovest e sud da una trifora, sormontata da due sottili lesene alle estremità, collegate in sommità da un'arcata a tutto sesto; più in alto la cella campanaria si affaccia sui quattro lati attraverso grandi trifore con colonnine, mentre a coronamento si innalza una guglia piramidale.
All'interno la navata, coperta da una volta a botte, è affiancata da una serie di paraste, su cui sono appese due diverse tipologie di portaceri; in controfacciata è collocata una cantoria settecentesca; ai lati si aprono attraverso ampie arcate le cappelle, decorate con stucchi settecenteschi; sulla sommità delle pareti corre nell'aula il cornicione perimetrale in aggetto.
Il presbiterio, lievemente sopraelevato, è preceduto da una balaustra settecentesca; al centro è posizionato l'altare maggiore ligneo a mensa del 1985, su cui è collocato un leggio risalente all'incirca al 1770; sul fondo, sopra all'antico altare maggiore settecentesco, si staglia all'interno di un'ancona del 1650 la pala raffigurante la Circoncisione, realizzata da Giovanni Ageni nel 1855 copiando un'opera di Francesco Lucchi conservata nella chiesa di Santa Croce di Parma.
La chiesa ospita alcune opere di pregio, tra cui una colonnina romanica, vari portaceri settecenteschi e i dipinti raffiguranti la Madonna col Bambino e san Tommaso, attribuito al pittore settecentesco Giuseppe Maria Crespi o a suo figlio Luigi, la Vergine prega la Trinità per le anime purganti, con i santi Giuseppe, Giovanni Battista e Michele, eseguito probabilmente da Paolo Ferrari nel 1772, e un Crocifisso, realizzato agli inizi del XVII secolo da un anonimo della scuola di Pier Antonio Bernabei. Il piccolo vano contenente il fonte battesimale è decorato con un affresco seicentesco raffigurante il Battesimo di Cristo, rinvenuto nel corso dei lavori del 1952. Nella sagrestia si trovano infine una credenza settecentesca, un olio ottocentesco rappresentante il Sacro Cuore, attribuito a Domenico Muzzi, e alcuni antichi oggetti e paramenti liturgici, tra cui vari candelabri seicenteschi, un coevo piviale, un calice, un turibolo, un reliquiario e un ostensorio in argento del XVIII secolo.